# 이장관
이장관(1974년 7월 4일 ~ )은 대한민국의 은퇴한 축구 선수이자 현 축구 지도자로, 선수 시절 포지션은 풀백 겸 윙어이며 부산 아이파크의 전설적인 선수이자 부산의 팀 최다 출장 기록 보유자이다.

## 축구인 경력

### 선수 경력
1997년 부산 대우 로얄즈에 입단하였는데 프로 입단 전 "제 2의 이영무"로 각광받았으나 공격수에서 수비수로 전향했다. 데뷔 시즌부터 26경기에 출전하였고 11시즌 간 부산에서 큰 부상없이 활약하며 부산의 프랜차이즈 스타이자 전설적인 선수로 각광받았는데 2002년 3월 24일 아디다스컵(VS 울산 현대) 홈경기 하프타임 때 결혼식을 치뤘다. 2003년엔 유상철과 몸싸움을 벌이던 중 이장관의 거친 플레이에 유상철이 주먹으로 얼굴을 가격하여 이장관은 2경기 출장 정지, 유상철은 5경기 출장 정지 처분을 받기도 하였다.
2007 시즌 종료 후 계약 기간이 만료되지 않았음에도 현역 은퇴 후 지도자의 길을 걷는 것을 원하는 구단과 마찰을 빚었고, 결국 쫓겨나듯 팀을 떠났다. 이 일로 팀의 상징적인 선수를 떠나 보낸 것에 대해 구단에 대한 팬들의 비난 여론이 일기도 하였다. 이후 인천 유나이티드에 입단하여 선수 생활을 이어가던 중 2008년 6월 6일 은퇴식을 끝으로 선수 생활을 마무리하였다.

### 지도자 경력
선수 생활 은퇴 이후 용인대학교 축구부 코치로 부임하였고, 2011년 1월 감독으로 승격되었다.
2022년 6월 9일에 전남 드래곤즈의 새 감독으로 부임하였다. 그러나 2024년에 승강 플레이오프 진출에 실패했고, 전남과의 계약 만료 후 김현석에게 감독직을 넘겼다.